# Головна редакція Української радянської енциклопедії

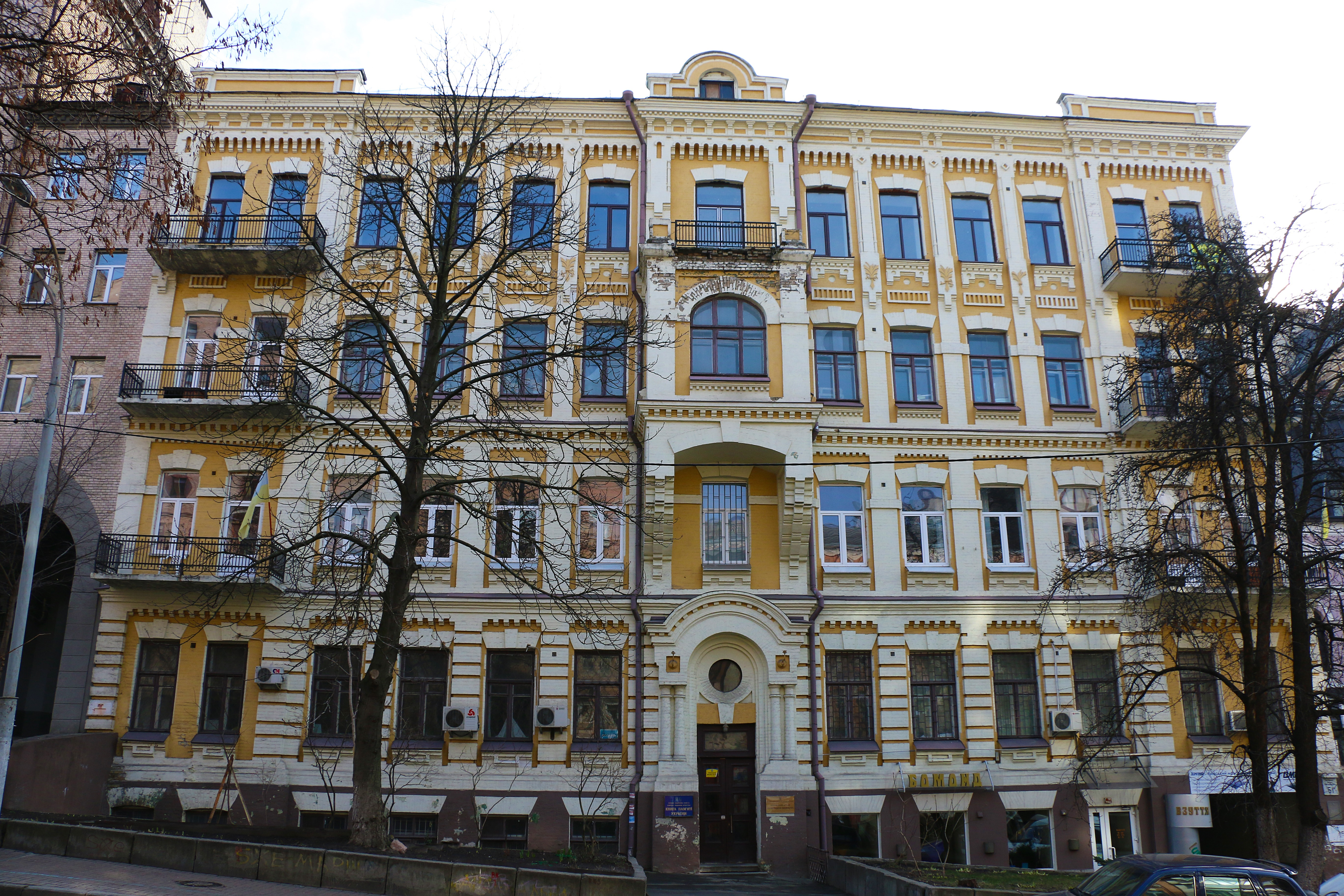
Будівля видавництва по вулиці Леніна 51 (нині Богдана Хмельницького) у Києві

Головнá редáкція Украї́нської радянської енциклопèдії — українське видавництво, що за радянських часів діяло в місті Києві.

## Історія заснування
1944 року з'явилися спроби поновити діяльність видавництва «УРЕ», яке існувало в 1927–1934: Рада міністрів УРСР видала постанову про заснування (повторне) Головної редакції УРЕ в Києві, було складено кошторис на видання десяти томів енциклопедії, але через неможливість послуговування доробком попередників і несприятливу політичну ситуацію 1947 установу знову було розформовано без офіційного пояснення причин.
Від 1949 питання про потребу видання в Україні власної універсальної енциклопедії порушували М. Бажан, О. Богомолець, М. Рильський, П. Тичина. Після виходу в світ у діаспорі (1956) першого тому «Енциклопедії українознавства» під редакцією В. Кубійовича компартійне керівництво нарешті дало добро на створення (а насправді — відновлення) власного енциклопедичного видавництва — Головної редакції УРЕ. Це сталося 17 грудня 1957 року.

## Керівництво
Головним редактором Української радянської енциклопедії (фактичним керівником Головної редакції УРЕ) у 1957–1983 був академік Микола Бажан, натхненник створення видавництва. Після смерті М. Бажана обов'язки головного редактора 1983–1986 виконував Анатолій Кудрицький. У 1986–1989 головний редактор УРЕ — академік Федір Бабичев (з 1989 — голова Науково-редакційної ради видавництва).

## Діяльність
У 1957–1974 установа перебувала у складі АН УРСР, з 1974 — в системі Держкомвидаву УРСР (рос. Госкомиздат, попередник Державного комітету телебачення і радіомовлення України).
У складі Головної редакції УРЕ діяли Головна редакція Зводу пам'яток історії та культури УРСР і Головна редакція Книги пам'яті України (нині — Пошуково-видавниче агентство «Книга Пам'яті України»).
На час відновлення у 1957 році в штаті видавництва налічувалося 230 співробітників, на 1986 рік — 208.
У 1989 Головну редакцію УРЕ реорганізовано у видавництво «Українська радянська енциклопедія» імені М. П. Бажана.
Упродовж 1957–1989 років випущено понад 150 назв видань, серед них:
- Українська радянська енциклопедія (УРЕ, перша в СРСР республіканська енциклопедія; 1-е видання (за ред. М. Бажана) — у 17 т., 1959—1965; 2-е вид. (за ред. М. Бажана, відпов. ред. А. Кудрицький) — у 12 т., 13 кн.: 1977—1984 — українською мовою, 1978—1985 — російською);
- Український радянський енциклопедичний словник (УРЕС; 1-е видання (за ред. М. Бажана) — у 3 т., 1964—1967; 2-е вид. (відпов. ред. А. Кудрицький) — у 3 т.: 1986—1987 — українською мовою, 1988—1989 — російською);
- Радянська енциклопедія історії України (РЕІУ; у 4-х т., відпов. ред. А. Скаба, 1969—1972);
- Енциклопедія народного господарства УРСР (у 4-х т., відпов. ред. С. Ямпольський, 1969—1972);
- Українська сільськогосподарська енциклопедія (у 3-х т., відпов. ред. Р. Пересипкін, 1970—1972);
- Енциклопедія кібернетики (перша в світі; у 2-х т., відпов. ред. В. Глушков, 1973 — українською мовою, 1974 — російською);
- Політичний словник (ред. Г. Шевель і В. Мазур, 1971);
- Економічний словник (ред. П. Багрій і С. Дорогунцов, 1973);
- Філософський словник (ред. В. Шинкарук, 1973);
- Словник художників України (відпов. ред. М. Бажан, 1973);
- Юридичний словник (ред. Б. Бабій та ін., 1974);
- Біологічний словник (ред І. Підоплічко та ін., 1974);
- Шевченківський словник (перша в СРСР персональна енциклопедія; у 2-х т., відпов. ред. Є. Кирилюк, 1976—1977);
- Словарь по кибернетике (ред. В. Глушков, 1979);
- Історія українського мистецтва (у 6-х т., гол. ред. М. Бажан, 1966—1973);
- Історія АН УРСР (у 2-х т., гол. ред. Б. Патон, 1967);
- История Академии наук Украинской ССР (гол. ред. Б. Патон, 1979);
- Історія міст і сіл УРСР (у 26-х т., гол. ред. П. Тронько, 1967—1974);
- Словник іншомовних слів (ред. О. Мельничук, 1974, 2-е вид.: 1985);
- історико-архітектурний довідник «У пам'яті народній» (спільно з Українським товариством охорони пам'яток історії та культури; 1-е видання: 1975 — українською мовою, 2-е видання: 1985 — російською);
- енциклопедичний довідник «Київ» (за ред. А. Кудрицького, 1-е видання: 1981 — українською мовою, 1982 — російською мовою; 2-е видання: 1985 — українською мовою, 1986 — російською мовою);
- Київ: історичний огляд у картах, ілюстраціях, документах (за ред. А. Кудрицького, 1982);
- енциклопедичний довідник «Лікарські рослини» (за редакцією Дмитра Гродзинського, 1988).

Також видано цілу низку галузевих довідників і словників, а також лінгвістичних словників — перекладних, іншомовних слів тощо.

## Приміщення
Видавництво з 1959 року містилося в будинку по вулиці Леніна (тепер — вул. Б. Хмельницького), 51-а (пам'ятка історії кін. 19—поч. 20 ст. — будинок Вищих жіночих курсів). Нині в будівлі розміщуються Державна наукова установа «Енциклопедичне видавництво», Пошуково-видавниче агентство «Книга Пам'яті України», інші установи та організації